# Стейнберг, Марк
Марк Стейнберг (англ. Mark Steinberg; род. 1967) — американский скрипач.
Учился в Индианском университете и Джульярдской школе, среди его педагогов были Джозеф Гингольд и Роберт Манн из Джульярдского квартета.
Первая скрипка Брентано-квартета со времени его основания в 1992 году. В составе этого коллектива удостоен ряда премий — в том числе первой присуждённой Премии Кливлендского квартета (1995) и премии лондонского Королевского филармонического общества (1997) за лучший дебют на британской сцене.
Как солист постоянно выступает вместе с пианисткой Мицуко Утида — так, в ходе лондонских гастролей 2001 года, ими был исполнен цикл из всех сонат для скрипки и клавира Вольфганга Амадея Моцарта.
Преподаёт в Маннес-колледже.